# Duomo di Ivrea
Il duomo di Ivrea, dedicato a Santa Maria Assunta, si erge su un'altura, nella parte vecchia della città, a due passi dal Castello dalle rosse torri e dal Palazzo del Vescovado, cui è collegato da un camminamento coperto. La sua storia più che millenaria è testimoniata dalle parti conservatesi delle sue strutture romaniche e dalla serie di interventi successivi che ne ha mutato la fisionomia adeguandola via via ai gusti estetici emergenti, del barocco e del neoclassicismo. Dal 1940 è monumento nazionale.

## Storia

### La cattedrale romanica
Il reperimento di cospicui resti di costruzioni romane rimpiegati nelle parti più antiche della chiesa o rinvenuti durante gli scavi ottocenteschi per l'edificazione della nuova facciata, fanno ritenere che sopra l'altura sulla quale oggi si erge il duomo, fosse già presente, fin dal I secolo a.C., un tempio romano in asse con il sottostante teatro (di cui sono ancora visibili alcune tracce). Tale tempio fu poi trasformato in chiesa cristiana tra la fine del IV e l'inizio del V secolo, quando venne istituita la diocesi di Ivrea, rendendola autonoma da quella di Vercelli. Questa prima chiesa presentava una pianta basilicale a tre navate con due absidi contrapposte, secondo un modello piuttosto diffuso nelle chiese paleocristiane. A fianco della chiesa, a sud-est, trovava posto il battistero, oggi scomparso.
La decisione di ingrandire e abbellire la cattedrale venne assunta dal vescovo Warmondo che tenne la cattedra eporediese dal 969 al 1005 e che si distinse sia per l'impulso dato allo sviluppo artistico del duomo e dell'annesso scriptorium (in cui operavano copisti, disegnatori e miniatori), sia per le acerrime lotte contro Re Arduino.
Una lapide di quel tempo murata nel deambulatorio recita Condit hoc Domino praesul Warmundus ab imo

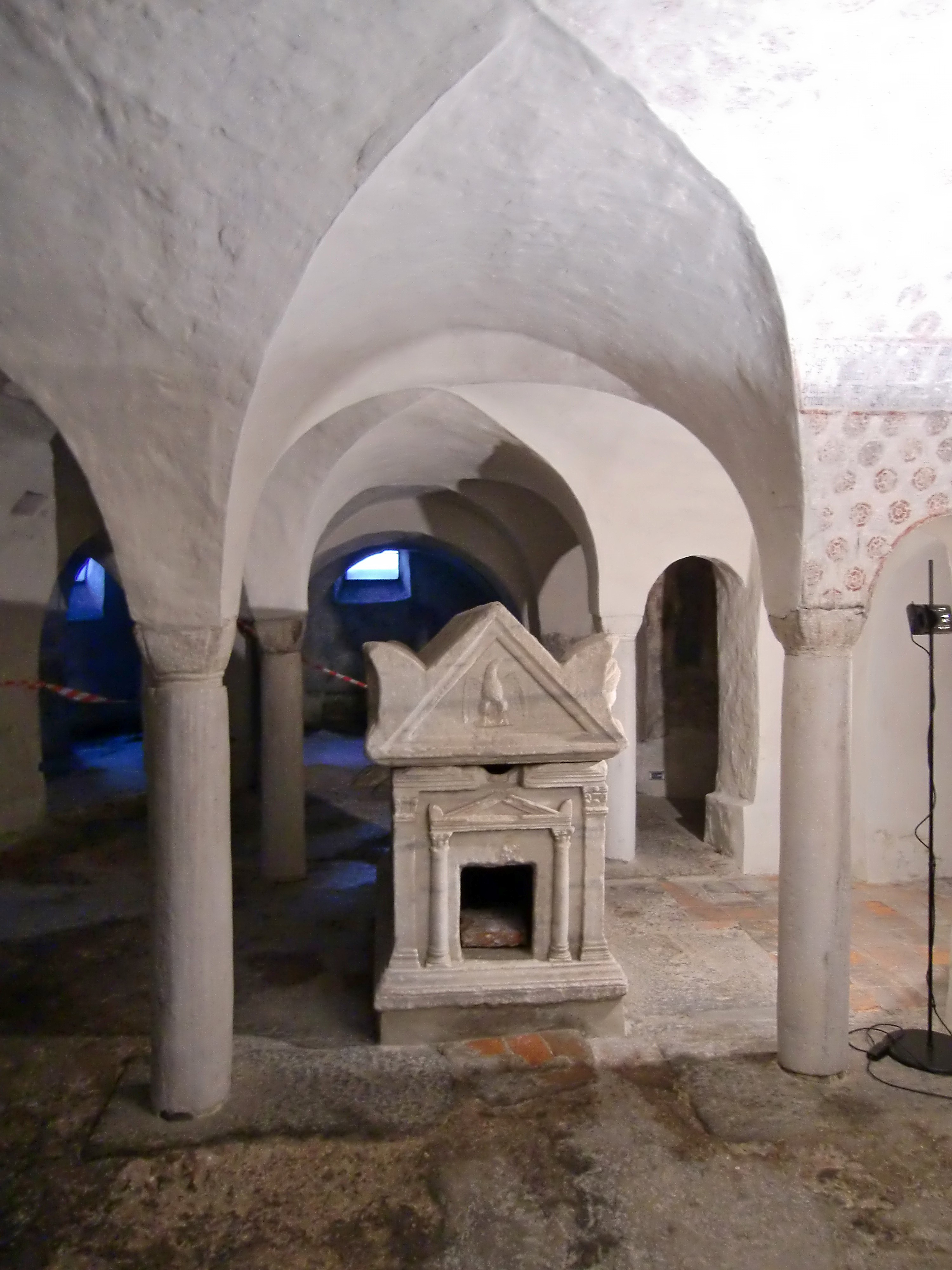
La cripta con il sarcofago romano già contenente le reliquie di San Besso

Della costruzione realizzata in quegli anni si sono conservate sino ai nostri tempi cospicue parti della chiesa: l'abside, le due torri campanarie che l'affiancano e il deambulatorio alle spalle del coro. I due campanili che affiancano l'abside sono incorporati nella struttura della chiesa al termine delle due navate laterali; la loro superficie esterna è divisa in sette piani segnati da cornici in cotto e da archetti ornamentali. Le aperture – com'è tipico nei campanili romanici – sono costituite da semplici feritoie nei piani inferiori, che diventano bifore nei piani superiori; infine, nella cella campanaria di sud trovano posto eleganti trifore, in quella a nord sono poste coppie di bifore divise da un pilastro. Le colonnine delle bifore e delle trifore si congiungono agli archi tramite capitelli a gruccia.
Agli anni della costruzione di Warmondo risale anche la parte più antica della cripta che già a quel tempo ospitava un sarcofago romano (dedicato al questore Caio Atecio Valerio), reimpiegato come urna funeraria per contenere le reliquie di San Besso. Il complesso di tali strutture costituisce, assieme a quanto resta della coeva abbazia di Fruttuaria, la principale testimonianza dell'architettura romanica nel Canavese.
Stanti le numerose ristrutturazioni intervenute nel corso dei secoli, non è semplice individuare quale aspetto dovesse avere la basilica voluta da Warmondo. Sulla base anche di risultanze emerse in recenti lavori di restauro si è introdotta l'ipotesi che le strutture romaniche che oggi si possono ammirare nella parte occidentale della chiesa siano quanto resta del westwerk, impostato secondo una soluzione presente soprattutto nell'architettura ottoniana in area germanica. Secondo tale ipotesi la cattedrale di Warmondo doveva aver mantenuto il preesistente schema ad absidi contrapposte (con quella alle spalle del presbiterio rivolta, come d'abitudine, verso oriente), con una coppia di campanili posta ai lati di ciascuna abside. Lo spazio sopra la cripta, circondato da un deambulatorio, doveva a quel tempo costituire una tribuna, posta in posizione sopraelevata rispetto alle navate laterali, riservata alle autorità imperiali, che assistevano in tal modo alle funzioni religiose stando sullo stesso piano del presbiterio collocato al lato opposto della navata maggiore. La soluzione architettonica del westwerk è resa plausibile dal fatto che Warmondo (nominato vescovo dall'imperatore Ottone I) fu un vescovo filoimperiale che in gioventù aveva viaggiato in Germania.
Si è ipotizzato che il diverso orientamento della chiesa, nonché la scomparsa dell'abside orientale e dei due campanili che l'affiancavano, siano state conseguenze del terribile terremoto del 1117 che sconvolse la pianura padana.
Nel corso della ricostruzione avvenuta nel XII secolo la cattedrale cambiò dunque profondamente la propria fisionomia adottando una pianta assai più simile a quella odierna. 
Spostato il presbiterio in capo all'estremità ovest della navata, e ampliata la cripta sottostante, la facciata col portale di accesso venne costruita sul lato est; fu ricostruita la parte alta delle due torri campanarie (crollate forse con il terremoto del 1117). Venne effettuato inoltre il rifacimento delle navate, scandite da pilastri cilindrici in laterizio - ancora visibili sopra l'attuale porta d'ingresso della cripta- reggenti le volte a crociera, fu creato un transetto poco profondo (che non oltrepassava la larghezza delle due navate laterali) ed edificato un tiburio sull'incrocio del transetto con la navata centrale.

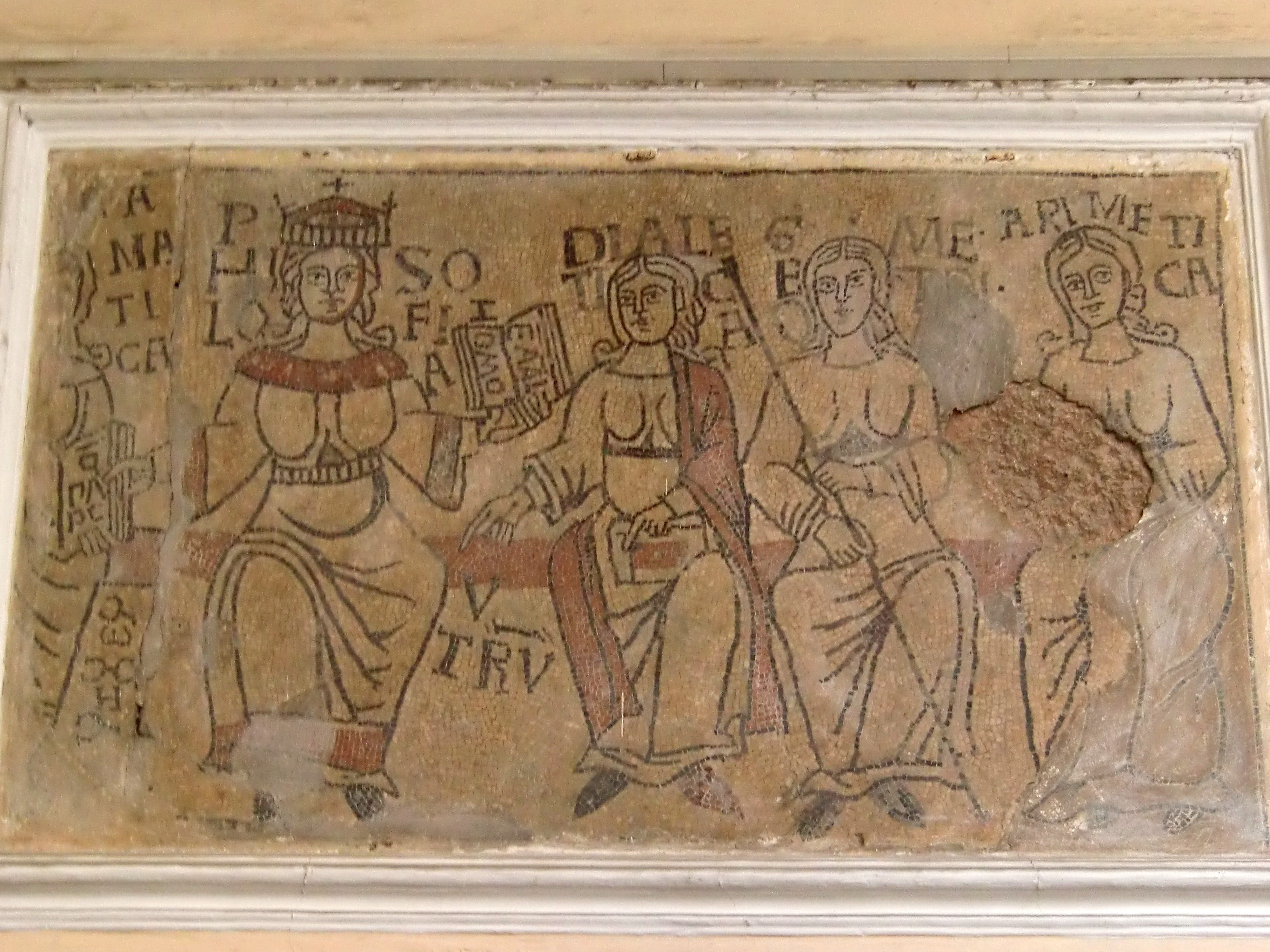
Mosaico raffigurante le Arti liberali

Nel corso del XII secolo la cattedrale conobbe verosimilmente anche un notevole sviluppo del proprio apparato decorativo. Appartiene a questo periodo un importante frammento musivo - oggi sistemato su una parete nel cortile del Seminario Vescovile - in cui si vedono alcune delle arti liberali sedute insieme alla Filosofia che reca in mano un libro aperto con la scritta est animal homo. La scelta del soggetto va verosimilmente posta in relazione all'importanza assunta dallo scriptorium di Ivrea nell'ambito degli studi ecclesiastici

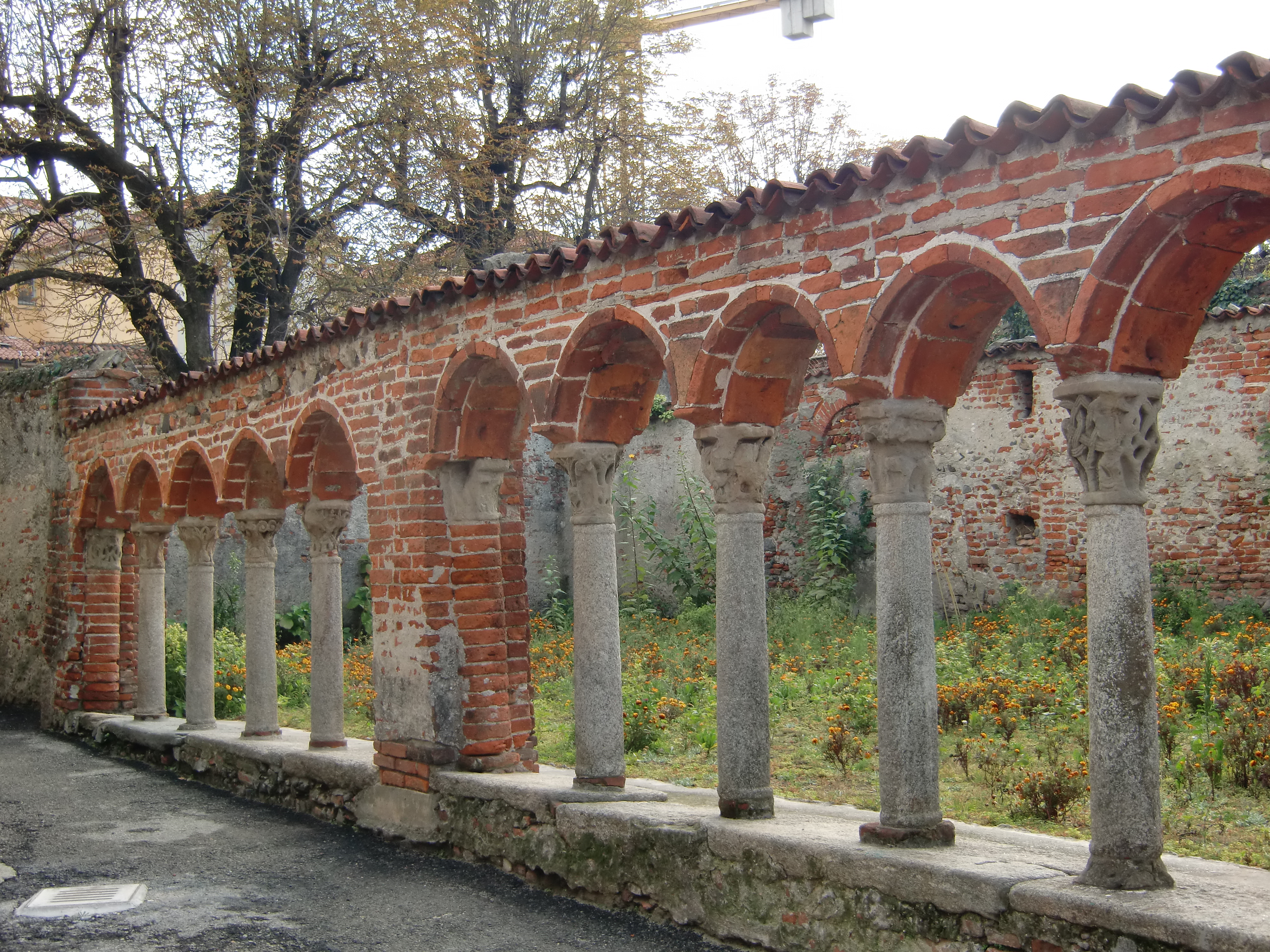
Resti del Chiostro dei Canonici

Per completare le descrizione delle strutture romaniche occorre ricordare anche la presenza dei ruderi di un chiostro, posti in prossimità dell'abside del duomo, ruderi che si lasciano ammirare per l'eleganza degli archi e dei capitelli in pietra, tutti diversi tra di loro. La denominazione di chiostro dei canonici, lascia intendere come esso dovesse servire per il capitolo dei canonici che, assieme al vescovo, abitavano in costruzioni poste nei pressi della cattedrale.

### Ristrutturazioni successive
Nel corso del XIII e del XV secolo si assistette ad una serie di interventi che avevano soprattutto come scopo l'ammodernamento e lo sviluppo dell'apparato decorativo, come testimoniano gli affreschi (alcuni dei quali riportati recentemente alla luce e ancora in attesa di uno studio accurato) che possono vedersi all'interno della cripta, lungo la scala di accesso al deambulatorio e nel deambulatorio stesso. Sul piano architettonico, il vescovo Giovanni di Parella (la cui pietra tombale è visibile, murata nella parete, appena oltrepassata la porta d'ingresso sulla sinistra) nel 1464 fece edificare, sul lato meridionale della chiesa, la sacrestia capitolare. Di tale costruzione non si conservano tracce, stante il rifacimento effettuato nel 1846.
Allo stesso vescovo si deve anche la commissione degli stalli lignei destinati all'ammodernamento del coro. Questa importante opera d'intaglio in noce, con dossali raffiguranti motivi decorativi con piante, figure umane e animali e fiancate con storie del Vecchio Testamento, che la critica attribuisce all'ebanista pavese Baldino da Surso, è rimasta in sito sino al 1787. Sostituiti da nuovi stalli dipinti in monocromo da Carlo Cogrossi, i pannelli di Bernardino da Surso sono parzialmente confluiti nel Museo civico d'arte antica di Torino.
Il vescovo Bonifacio Ferrero nel 1516 fece edificare una nuova facciata con un portico in stile bramantesco che sostituì l'antica facciata romanica. Si conosce solo attraverso alcuni disegni o dipinti l'aspetto di tale facciata rinascimentale. Nel 1854 essa venne a sua volta sostituita dall'attuale facciata neoclassica quando fu deciso l'allungamento della cattedrale di una campata: i lavori furono eseguiti dall'architetto Gaetano Bertolotti che si ispirò, per la nuova facciata, a modelli palladiani. Essa è segnata da quattro grandi colonne marmoree che sostengono il frontone triangolare; le statue che la ornano sono di Giosuè Argenti.

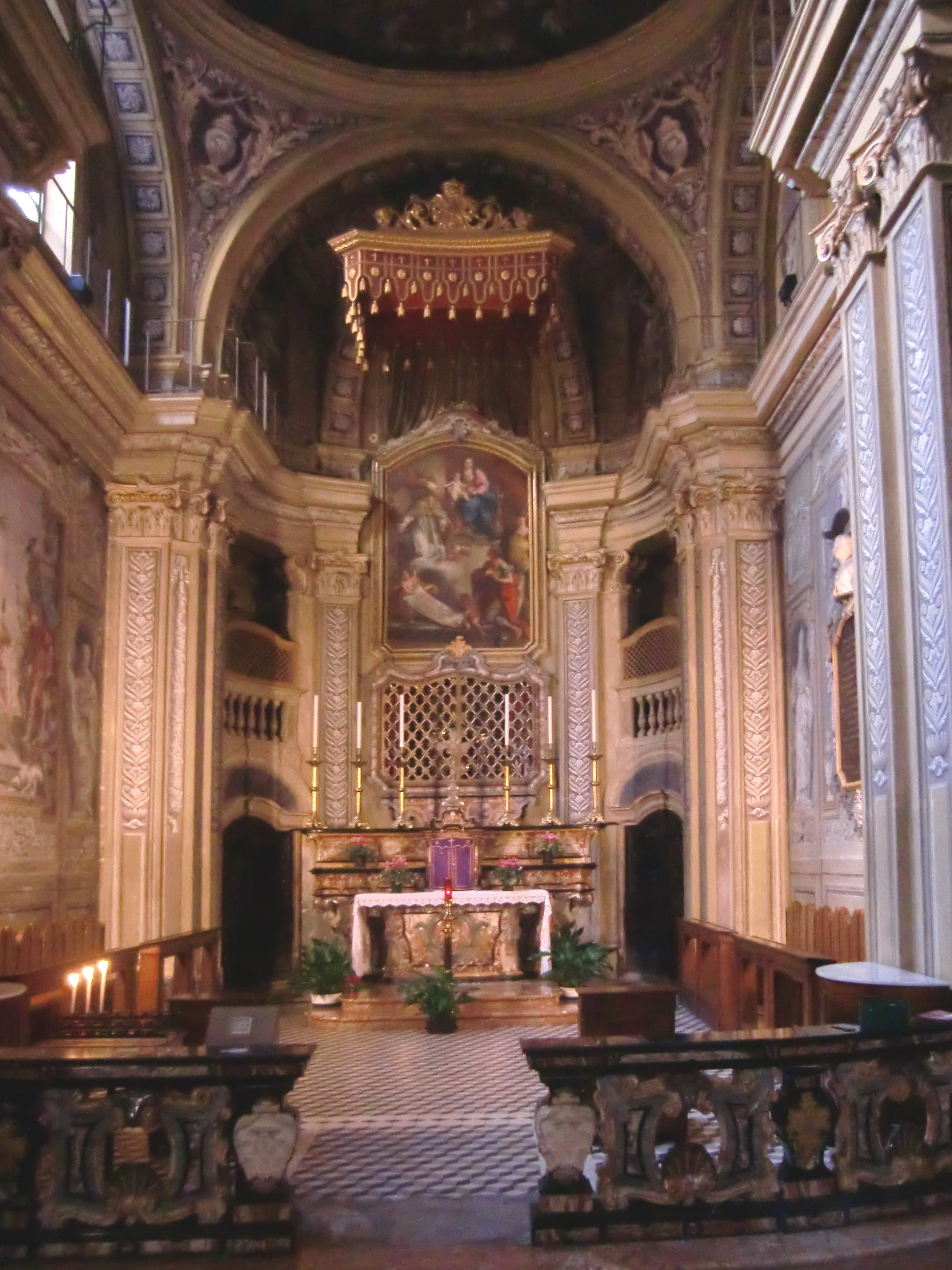
La cappella del SS. Sacramento realizzata nel 1761

Tornando al XVIII secolo, occorre segnalare che nel 1761 fu costruita la cappella del Santissimo Sacramento sfondando per la prima volta una parete del duomo e prolungando idealmente il braccio sinistro transetto.
Le modificazioni più profonde, che hanno alterato profondamente la fisionomia interna della chiesa, ebbero luogo verso la fine del Settecento quando il vescovo Ottavio Pocchettini incaricò l'architetto Giuseppe Martinez di ristrutturare l'edificio in stile tardo barocco. Gli interventi effettuati (con scelta che può essere giudicata di gusto discutibile) comportarono: il raggruppamento a due a due delle campate tra l'ingresso e il tiburio (con la demolizione del pilastro intermedio e la costruzione di un'unica arcata); la conseguente trasformazione delle volte a crociera delle navate laterali sostituite da volte a vela rettangolari; la trasformazione esterna del tiburio e il suo mascheramento interno.. Sempre per iniziativa del vescovo Pocchettini vennero sostituiti gli stalli del coro, furono realizzate decorazioni a stucco e fu dato al pittore Giovanni Cogrossi l'incarico di eseguire opere di abbellimento del presbiterio e di alcune cappelle.
Nella prima metà del secolo XIX si manifestarono problemi di capienza dell'edificio rispetto ad un numero aumentato di fedeli. Il vescovo Luigi Moreno pensò di ampliare di due campate la cattedrale dal solo lato in cui ciò era possibile, ovvero la facciata. Nel 1840 commissionò quindi il progetto all'ingegnere minerario di origini novaresi Giuseppe Antonio Melchioni, da lui compilato in due versioni. Solo nel 1853 si poté attuare la realizzazione, terminata nel 1857, non più su progetto di Melchioni, ma di Gaetano Bertolotti, un architetto torinese già operante nello studio di Giuseppe Maria Talucchi. La nuova facciata, ispirata a quella della chiesa di San Giorgio Maggiore a Venezia di Andrea Palladio, prevedeva l'inserimento di alcune statue di santi canavesani (Besso, Angelo Carletti, Guglielmo da Volpiano, Giuliana, Eulogio e Gaudenzio), affidate all'abilità dello scultore novarese Giuseppe Argenti. Il progetto iconografico della facciata rifletteva le preoccupazioni di Moreno e di tutto il clero eporediese in anni di emergente liberalismo e di diffusione del protestantesimo, e affiancava da vicino l'attività contemporanea di Moreno sul piano pubblicistico ed omiletico.

## Opere di interesse artistico
In coerenza con le varie ristrutturazione intervenute nel corso dei secoli la visita dell'interno del duomo può essere concepita in due percorsi: il primo incentrato sulle vestigia della cattedrale romanica e sugli affreschi antichi –dal XIII al XV secolo – che sono sopravvissuti (sia pure a volte in forma frammentaria) all'usura del tempo; il secondo si sviluppa tra navate e cappelle decorate con gusto barocco, ricchi di altari, di dipinti e di urne con sacre reliquie.

### La cripta e gli affreschi antichi

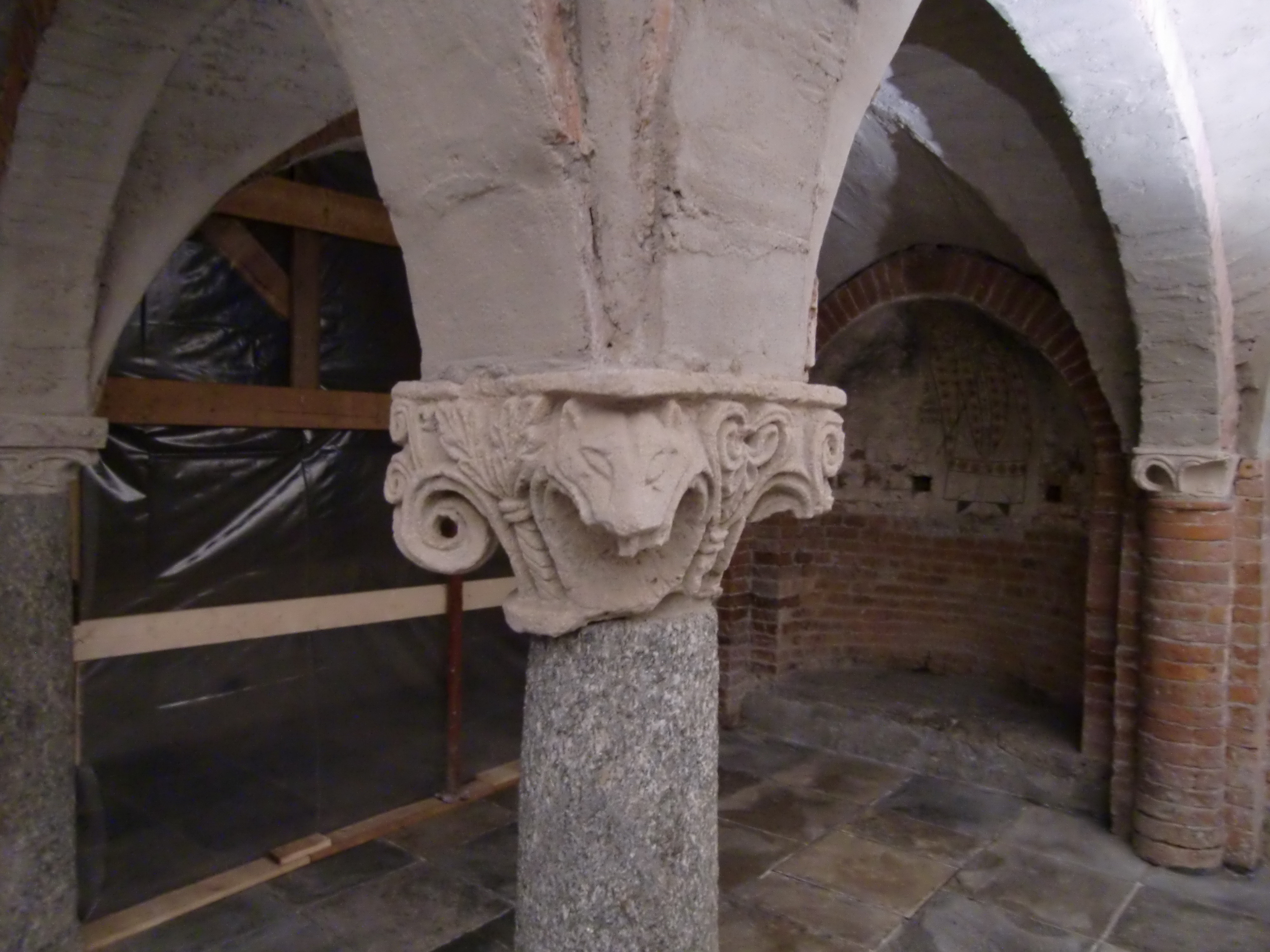
Un capitello della cripta

Si accede alla cripta dalla navata sinistra all'altezza del presbiterio. Sopra la porta d'ingresso, tra due grandi colonne in laterizio della basilica warmondiana, si nota un affresco del XV secolo con la Madonna delle Grazie, un santo vescovo e San Bernardo di Mentone: il santo vescovo è raffigurato nell'atto di presentare alcuni fedeli alla Madonna, mentre il Bambino si protende verso di loro; san Bernardo viene mostrato con l'abito degli agostiniani, nell'atto di tenere, secondo l'usuale iconografia, il demonio al guinzaglio.
Scendendo nella cripta e percorrendone i locali si nota subito la differenza tra la zona sottostante il presbiterio (XII secolo) e quella più antica (fine X – inizio XI secolo) posta sotto lo spazio occupato dal coro e dal deambulatorio. Quest'ultima area (denominata "confessione di San Besso") ha volte sostenute da pilastri e colonne di foggia differente, rozzamente tagliate; al centro (nella collocazione voluta da Warmondo) è posto il bel sarcofago romano di Caio Atecio Valerio che funzionò per secoli come urna funeraria con le reliquie di San Besso. La zona della cripta posta sotto il presbiterio (la cosiddetta "confessione di San Gaudenzio") è divisa in tre navatelle con volte a crociera sostenute da due file di colonnine con graziosi capitelli decorati da motivi vegetali, tutti differenti l'uno dall'altro, che richiamano strettamente i capitelli del vicino "chiostro del capitolo dei canonici". Gli spazi ulteriori che si aprono tra i pilastri di fondazione dei campanili conferisco a tutto l'ambiente un aspetto vagamente labirintico.

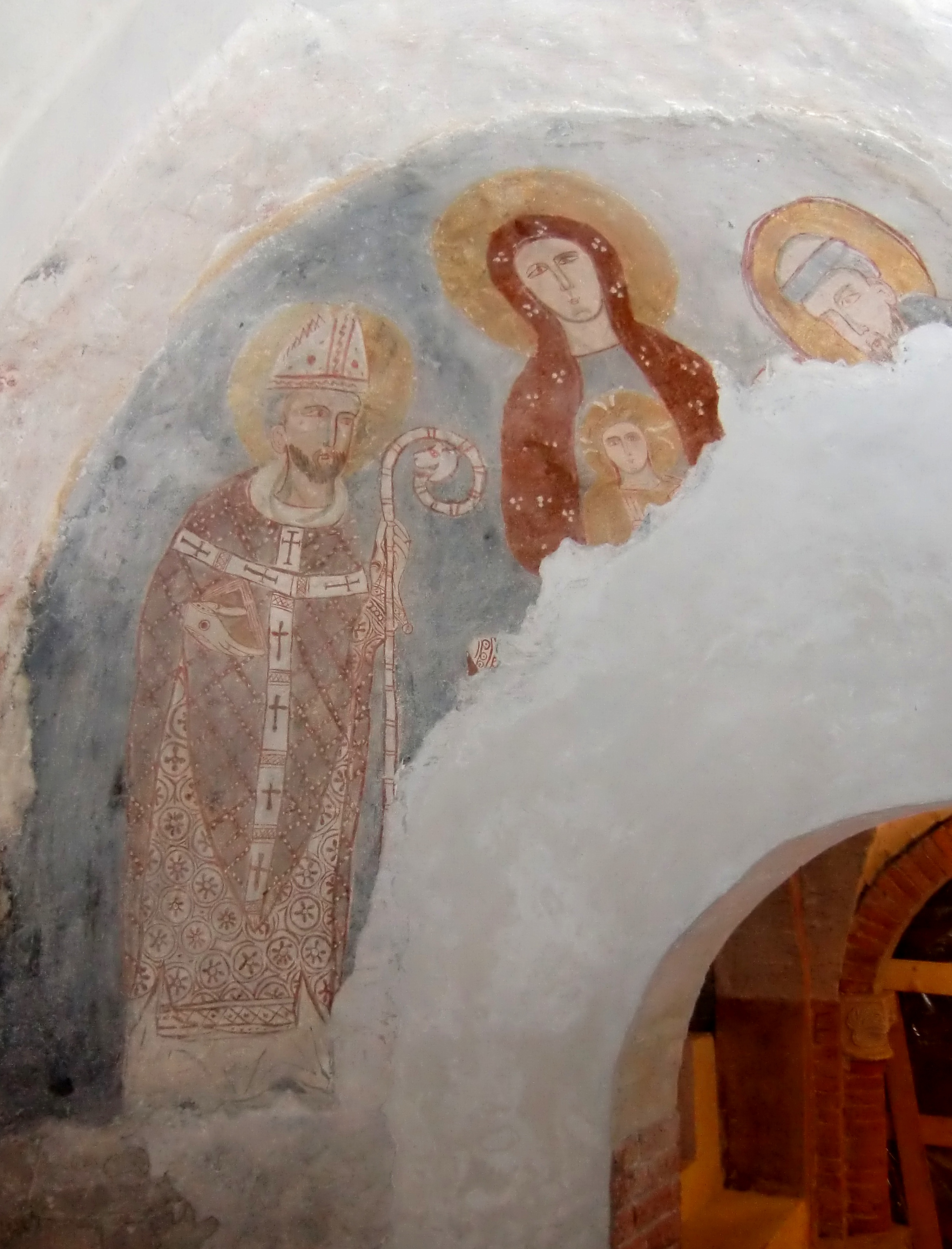
Cripta, Madonna col Bambino tra un santo vescovo e un santo monaco (XIII secolo)

Molti sono gli affreschi sopravvissuti all'interno della cripta. Quello più antico, databile al XIII secolo, raffigura una Madonna col Bambino tra un santo vescovo e un santo monaco. La Madonna riecheggia, con la ieratica postura della Madonna Theotokòs, iconografie bizantine, mentre la figura attentamente eseguita del santo vescovo (Warmondo?) si lascia ammirare per il suo portamento e la sua fierezza. Troviamo poi all'estremità orientale della cripta un affresco raffigurante un San Gaudenzio dal volto alquanto sereno, (affresco che doveva sovrastare un piccolo altare dedicato al santo eporediese). Posti su due facce del pilastro di fondazione del campanile meridionale si trovano due figure (una alquanto mutila) di santi guerrieri con armature e insegne, forse dell'ordine di San Maurizio. Citiamo ancora gli affreschi nell'absidiola sud della cripta, probabile opera giovanile di Giacomino da Ivrea, che raffigurano una Vergine del latte con Sant'Antonio abate, San Cristoforo e San Sebastiano e un'Annunciazione ricavata nel prospetto dell'arco.

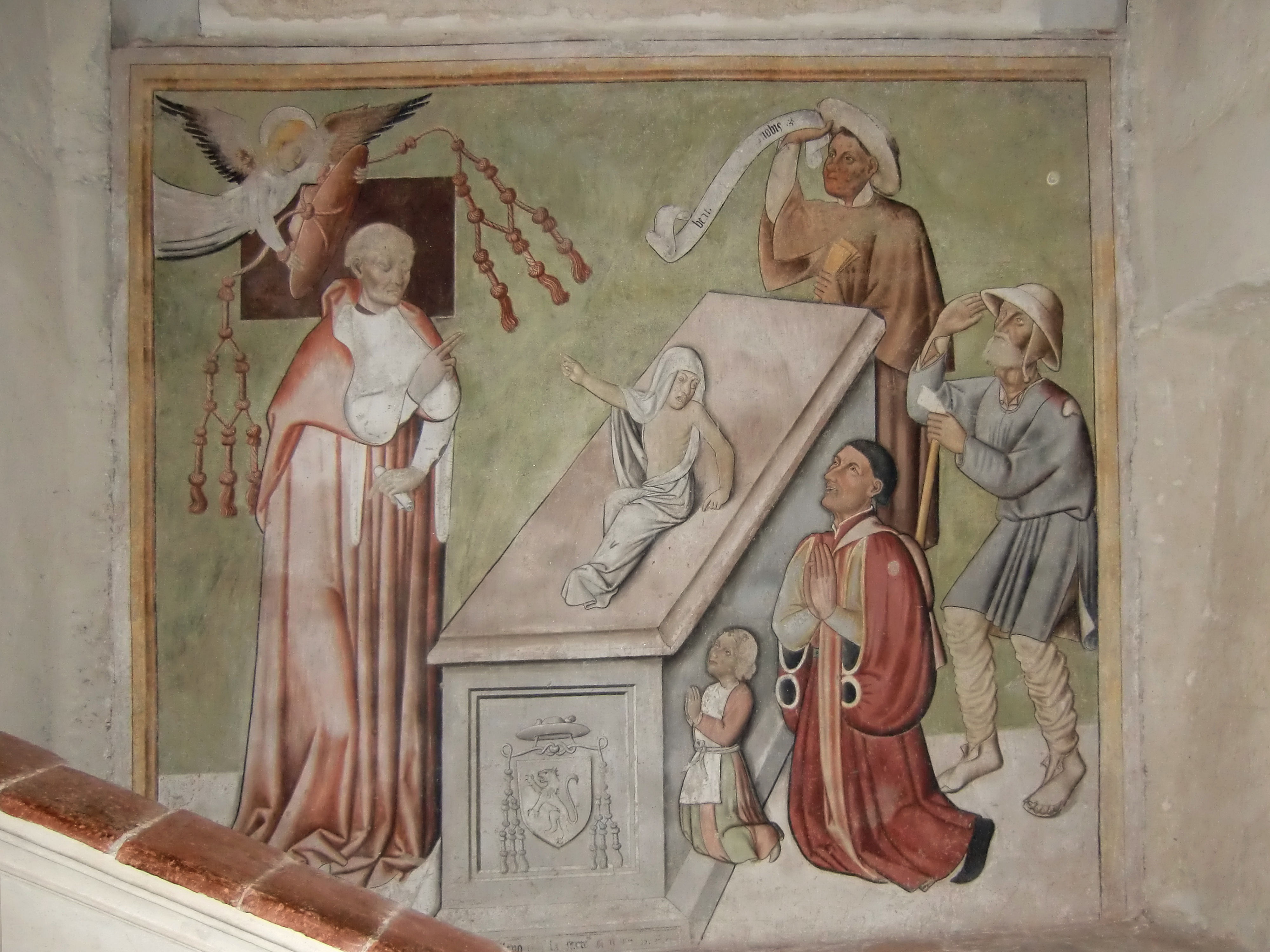
Scala deambulatorio, Miracolo di una resurrezione compiuta dal Beato Pietro di Lussemburgo, (XV secolo)

Usciti dalla cripta, lungo la scala che porta al deambulatorio si osserva un interessante affresco con il Miracolo di una resurrezione compiuta dal Beato Pietro di Lussemburgo, dipinta da un ignoto pittore della seconda metà del XV secolo. Il Beato, patrono di Avignone, è riconoscibile dallo stemma posto sull'urna ed è ritratto in abiti cardinalizi, mentre un angelo gli pone sul capo il galero. Interessante è il confronto con la tavola della Visione del Beato Pietro di Lussemburgo realizzata dal cosiddetto Maître de la Pietà d'Avignon e conservata al Musée Calvet di Avignone.
Proseguendo lungo il deambulatorio incontriamo, inglobati nel muro dell'abside, colonne e capitelli (ricavati verosimilmente dell'antico tempio romano) che furono già utilizzati nella costruzione della chiesa di fine IV – inizio V secolo. Tra tali colonne si nota anche la lapide che ricorda la ristrutturazione warmondiana, coeva alla ristrutturazione stessa.

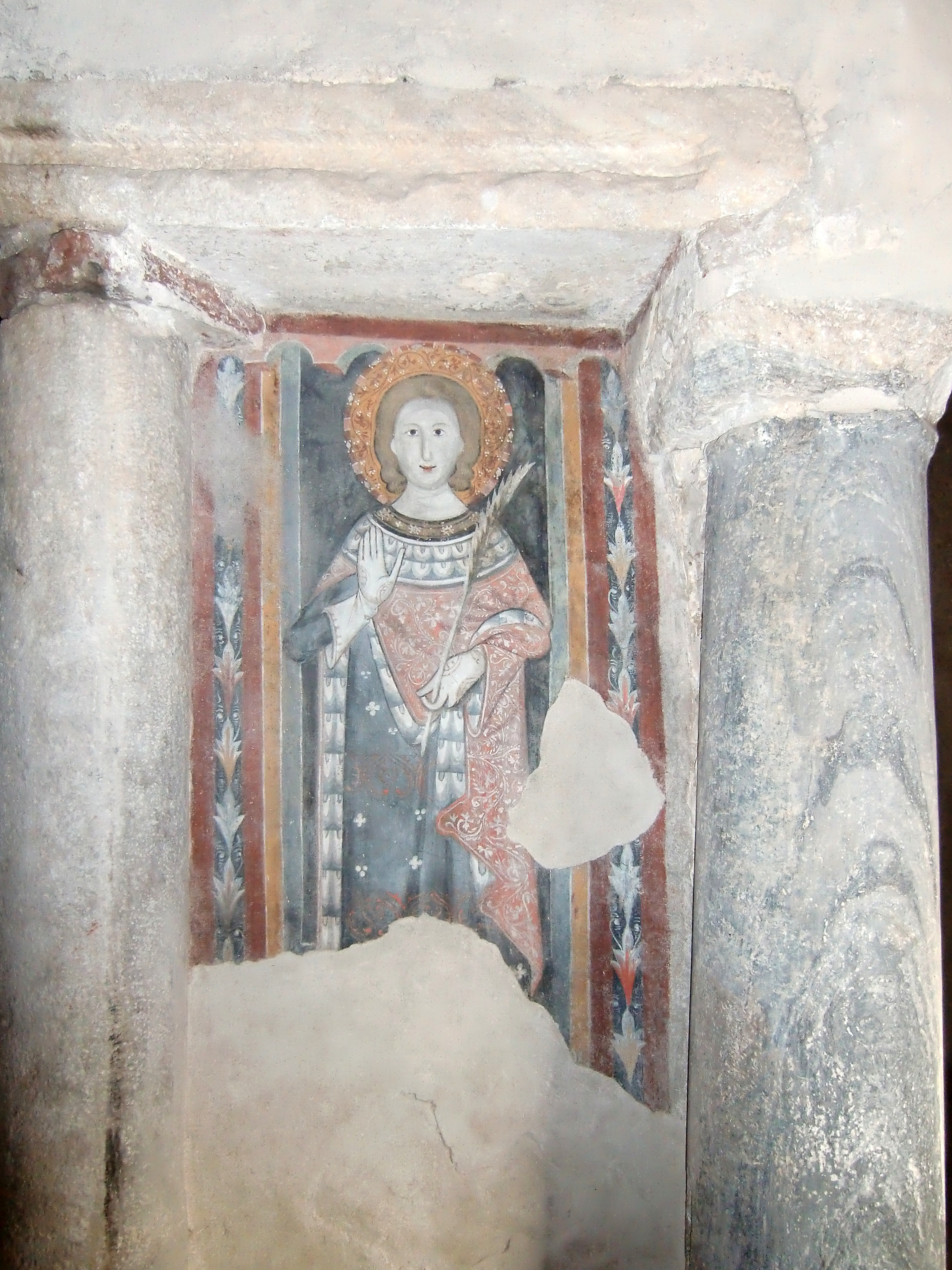
Deambulatorio, Maestro di Oropa (?), Santo Martire, (inizio XIII secolo)

Molteplici, anche se spesso alquanto mutilati, sono gli affreschi che si incontrano sulle pareti del deambulatorio e che sarebbero meritevoli di uno studio accurato. La figura di un santo affrescata sul pilastro del campanile meridionale mostra un giovane dalla folta chioma e vestito con eleganza, che tiene in mano la palma del martirio: Il dipinto è stato attribuita al Maestro di Oropa, artista operante nei primi anni del XIV secolo. Tra le altre cose si possono menzionare la figura di un Cristo Pantocratore circondato dai simboli degli evangelisti; i frammenti di un Giudizio Universale, un'Adorazione dei Magi e, nell'infradosso di un arco, alcune suggestive figure fantastiche e mostruose, tipiche dei bestiari medievali.

### La chiesa tardo barocca

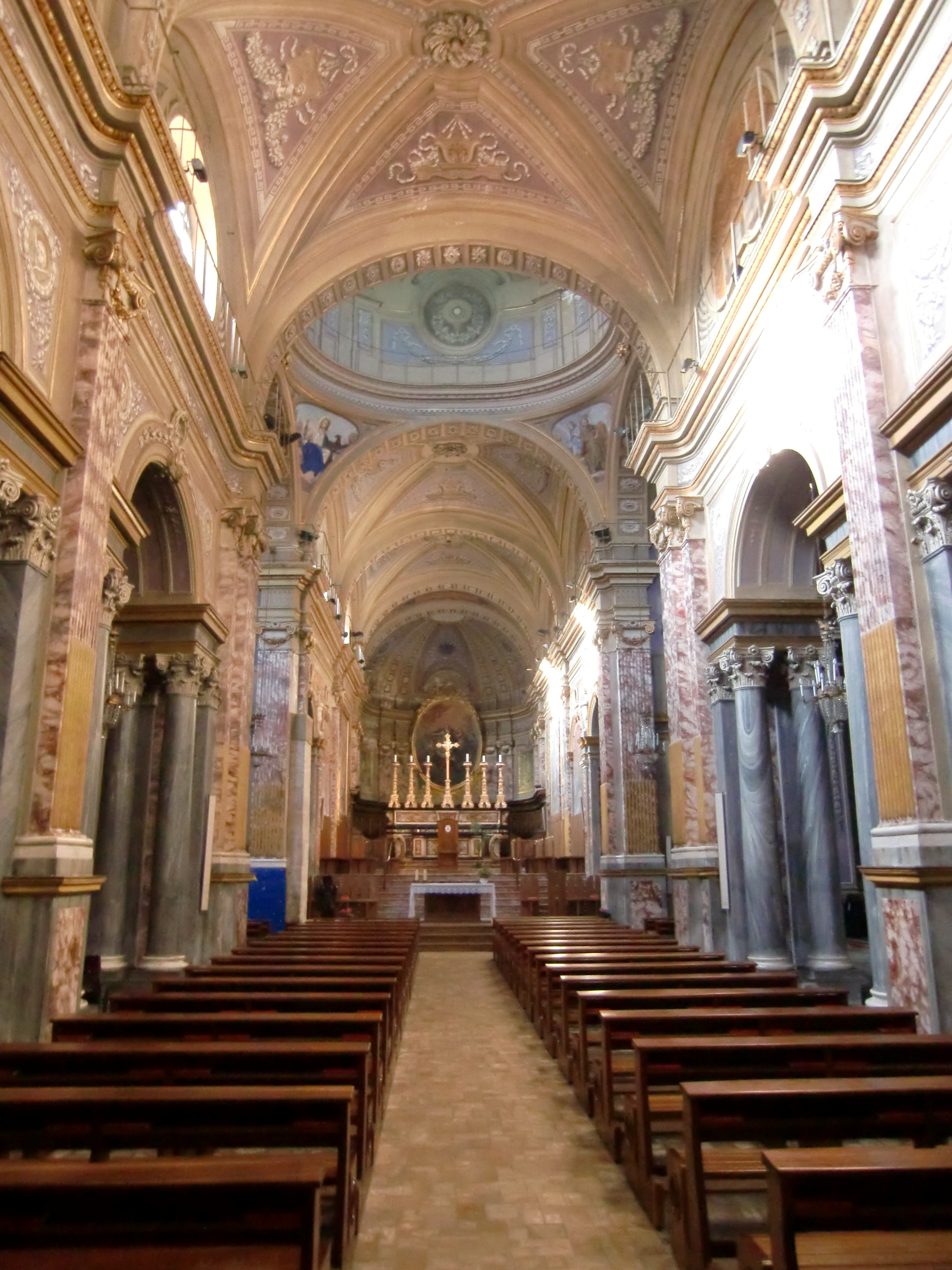
L'interno del duomo dopo la ristrutturazione tardo barocca

Il visitatore che entra oggi nel duomo è subito immerso nelle strutture tardo barocche volute dal vescovo Ottavio Pocchettini nel penultimo decennio del Settecento, con le alte lesene che si innalzano sino al cornicione, gli archi delle navate sostenuti da coppie di colonne e di pilastri con capitelli corinzi, gli stucchi e le decorazioni che ricoprono le pareti e le volte a vela, la cupola ellittica che maschera il tiburio. Stando nella navata centrale, lo sguardo del visitatore è naturalmente condotto verso il presbiterio con il ricco altare marmoreo fatto costruire dal vescovo Vittorio De Villa a metà Settecento; al di dell'altare si osserva il coro con gli stalli dipinti a monocromo da Carlo Cogrossi.
Percorrendo le cappelle della navata destra, s'incontra l'ex battistero; poi la cappella della Madonna con le sepolture di vescovi eporediesi (qui trasferite dalla cripta); segue la cappella di San Giovanni Battista, e ancora l'altare detto del Crocifisso con la pala di Carlo Cogrossi (il pittore che ha legato il suo nome alla decorazione tardo barocca della cattedrale). Segue la cappella del Beato Warmondo con l'urna contenente le sue reliquie sovrastata da una pala che lo raffigura (assieme ad un angioletto che regge la sua mitria vescovile) mentre si rivolge a Santa Maria Assunta, alla quale è dedicato il duomo da lui fatto costruire. Più avanti, sulla sinistra, si incontra la lapide commemorativa dell'eroe di guerra Ettore Perrone di San Martino, l'ultimo laico che nel 1849 ha trovato sepoltura in duomo.
Seguendo, sempre a partire dall'ingresso, la navata di sinistra si incontra la cappella di San Sebastiano, sotto il cui altare sono poste le spoglie del beato Taddeo McCarthy, vescovo irlandese morto ad Ivrea, nell'ospizio-ospedale dei "Vigintiuno" (a cui aveva chiesto ospitalità come semplice pellegrino), mentre faceva ritorno in Irlanda, lungo l'itinerario di Sigerico, da un viaggio a Roma finalizzato al riconoscimento papale della propria cattedra.
La cappella successiva è dedicata a San Besso, martire della legione Tebea e compatrono della città di Ivrea. Una tela d'inizio Novecento ritrae il suo martirio su una rupe in Val Soana.
Attraverso un'elegante balaustra in marmo si accede alla cappella seguente, costruita tra il 1761 e il 1763 e intitolata al SS. Sacramento. Si tratta della cappella più ampia e importante del duomo, destinata ad ospitare le reliquie di San Savino, patrono principale di Ivrea. Sopra l'altare è posta una pala di Claudio Beaumont (pittore piemontese che fu alla corte di Carlo Emanuele III di Savoia) che raffigura San Savino inginocchiato di fronte alla Madonna col Bambino, con a fianco i martiri tebei Besso e Tegolo, mentre in basso una coppia di angioletti srotola la Sacra Sindone. Arricchiscono la decorazione della cappella dipinti a monocromo di Carlo Cogrossi; suo è anche il bell'affresco sulla parete sinistra con il martirio di San Savino.

### Altre testimonianze artistiche
Fanno parte delle opere d'arte conservate nel duomo di Ivrea due importanti dipinti di Defendente Ferrari, maestro del rinascimento piemontese.
La prima delle due tavole si trova nella sacrestia, è datata 1521 e raffigura un'Adorazione del Bambino con il beato Warmondo e donatore. Si tratta di un dipinto che era stato appositamente realizzato per l'altare del Beato Warmondo su commessa di un canonico della casata dei marchesi Ponzone di Azeglio (canonico che compare nel dipinto come donatore). La scena raffigurata vede, sullo sfondo prospettico di eleganti strutture architettoniche rinascimentali, la Madonna inginocchiata in adorazione del Bambino, posto sopra un tabernacolo contenente un ostensorio in stile gotico, con San Giuseppe che lo sorregge amorevolmente. Accanto a loro, in piedi sulla destra, sta il vescovo Warmondo con il pastorale, la mitria in capo e un piviale verde riccamente decorato; tiene protettivamente la mano sinistra sulla spalla del donatore, anch'egli riccamente abbigliato.
La seconda tavola, conservata nella sala del capitolo attigua alla sacrestia, raffigura un'Adorazione del Bambino con Santa Chiara e clarisse; proviene dall'ex monastero di Santa Chiara ad Ivrea, soppresso nel 1802. La scena raffigurata vede la Madonna inginocchiata in preghiera, con il Bambino adagiato su un lembo del suo mantello; attorno ad essi si stringono San Giuseppe e un nugolo di angioletti. In piedi sulla destra sta Santa Chiara che regge nella destra un ostensorio gotico e introduce al sacro evento una badessa devotamente inginocchiata, mentre dietro loro si intravedono le consorelle del monastero delle clarisse. 
Uno stemma in basso a sinistra consente di risalire alla committente raffigurata nel quadro: si tratta della badessa Chiara Cagnis di Agliè della casata dei conti di Castellamonte. 

## Organo a canne

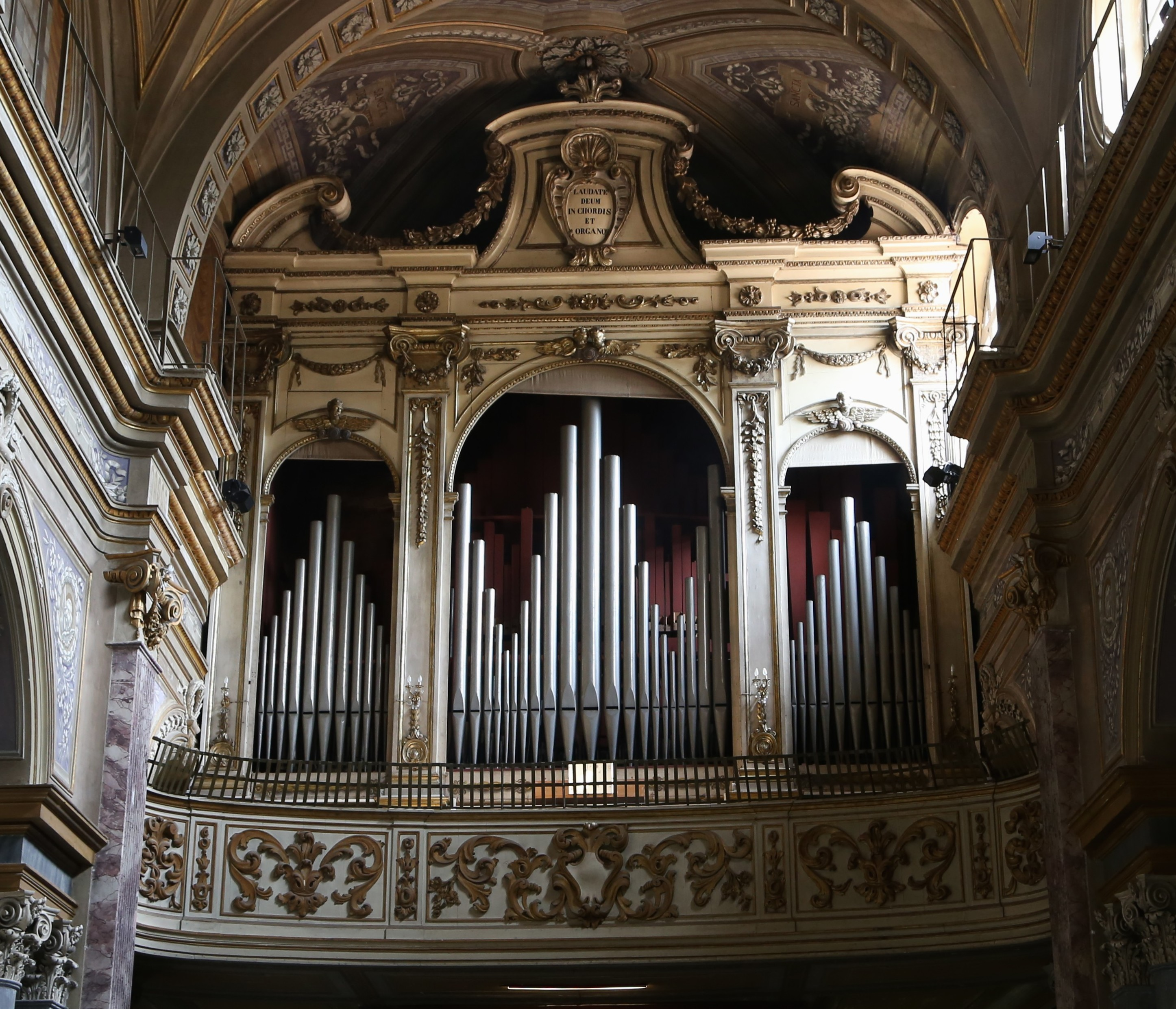
L'organo

L'organo della Cattedrale di Ivrea è un pregevole strumento, da annoverarsi tra i più importanti organi storici della regione. Fu costruito nel 1905 dall'organaro Carlo I Vegezzi Bossi che ha riutilizzato materiale fonico precedente.